# Der Bozz
Der Bozz ist das dritte Soloalbum des Frankfurters Azad. Es ist das erste Album, das der Rapper über sein eigenes Label Bozz Music veröffentlicht hat. Veröffentlicht wurde es am 5. Juli 2004. In Deutschland konnte Der Bozz in die Top 10 der Album-Charts einsteigen. Es erschien außerdem in der Schweiz, wo es Platz 66 erreichen konnte.
Am 27. September 2004 erschien die einzige Singleauskopplung Kopf Hoch, die drei Remixversionen sowie das Video beinhaltet.
Der Bozz darf seit dem 31. Dezember 2005 nur an Erwachsene verkauft werden. Grund für die Indizierung waren die Stücke Judgement Day und Blackout. Die Bundesprüfstelle für jugendgefährdende Medien beklagte die Gewaltschilderungen und frauenfeindliche Aspekte des Albums. Aufgrund der Indizierung erfolgte die Veröffentlichung einer „Light“-Version des Albums.
Am 8. Dezember 2006 erschien Der Bozz in einer Remix-Version. Die Musikstücke des Albums wurden komplett vom Bozz-Music-Mitglied Sti produziert. Außerdem befinden sich zwei zusätzliche Stücke auf dem Album.

## Titelliste

### Der Bozz
1. Intro – 0:38
2. Der Bozz – 3:35
3. Flieh – 3:48
4. Mein Block – 3:32
5. Toni El Shout – 0:21
6. Phoenix – 3:13
7. Peiniger – 3:23
8. Judgement Day (feat. Warheit) – 3:21
9. Reflektionen  (In meinen Augen) – 3:36
10. Blackout – 3:04
11. Skit – 4:24
12. Kopf hoch (feat. Jonesmann) – 4:02
13. Zahltag – 3:42
14. Outro – 0:14

### Der Bozz– Remix-Version
1. Intro – 0:50
2. Der Bozz – 3:40
3. Flieh – 4:00
4. Mein Block – 3:36
5. Phoenix – 3:24
6. Peiniger – 3:20
7. Frankfurt (feat. Warheit) – 3:21
8. Reflektionen (In meinen Augen) – 3:22
9. A.Z. Pitbull vs. Shmok Muzik – 2:57
10. Skit – 4:10
11. Kopf Hoch (feat. Jonesmann) – 3:45
12. Zahltag – 3:53
13. Outro – 0:14

## Produktion
- "Bozz Music"-Hausproduzent Sti produzierte die Stücke Mein Block, Judgement Day, Blackout und Reflektion (In meinen Augen)
- Azad selbst war für die musikalische Seite der Stücke Der Bozz, Toni El Shout, Peiniger, Zahltag und Outro verantwortlich.
- Milan Martelli produzierte den Titel Phoenix.
- Kopf hoch wurde von Fda & Bülo produziert.